# Алехандро Касона
Алехандро Родрігес Альварес, відомий як Алехандро Касона (нар. 23 березня 1903, Бесульо — пом. 17 вересня 1965, Мадрид) — іспанський поет і драматург, представник «Покоління 1927». Творчість Касони відобразила вплив символізму й експресіонізму. Його комедії та драми тісно пов'язані з традиціями народного іспанського театру.

## Життєпис
Алехандро народився в астурійському гірському містечку Бесульо. Його батьки Фаустіна та Габіно були вчителями, а дідусь був ковалем. Єдиною його дитячою іграшкою був каштан, який він називав «La Castañarona».
Постійні переїзди батьків привели його до Вільявісьйоса та Хіхона, де він відкрив для себе море і розпочав навчання в середній школі.
Свою юність провів у Паленсії та Мурсії. У Мурсії він вивчав філософію, літературу, музику, декламацію (в «нормальній школі» (педагогічному коледжі) та в музичному коледжі).
Там він спочатку працював у столярному цеху, а потім разом з товаришем Антоніо Мартінесом Феррером (Antonio Martínez Ferrer) в якості учня працював актором у компанії Йозефіни Діас та Мануеля Колладо.
1922 року він вступив до Мадрідської школи вищої викладацької роботи (Escuela de Estudios Superiores de Magisterio — центр підготовки вчителів для «нормальних шкіл», що існував 1909—1932 років), і через чотири роки отримав звання інспектора першого викладання (Inspector de Primera Enseñanza), здобувши місце в Баль-д'Аран (1928). Там він створив дитячий театральний колектив під назвою «El pájaro pinto».
У жовтні того ж року він одружився в Сан-Себастьяні з Розалією Мартін Браво, однокурсницею по Мадриду. Молода пара оселилася в містечку Лес, провінція Льєйда, де у них 1930 року народилась єдина донька Марта Ізабель. Там вони мешкали до лютого 1931 року. У цей час Касона адаптував «Злочин лорда Артура Севайла» Оскара Вайлда. Адаптація була видана 1929 року в Сарагосі компанією «Рафаель Рівеллес та Марія Фернанда Ладрон де Гевара» (Rafael Rivelles y María Fernanda Ladrón de Guevara), і в якій вперше з'явився псевдонім Алехандро Касона (на честь «будинку вчителя» (casona del maestro) його рідного містечка Бесулло).
1931 року він створив у Мадриді Народний театр (Teatro del Pueblo). Його трупа з 1932 по 1935 рік гастролювала значною частиною Іспанії, ставлячи короткі твори іспанського класичного театру. Для цього проекту Касона написав драматичні версії оповідань та відомих історій з іспанської літератури, таких як «Санчо Панса на острові Баратарія» та «Фарс молодика, що одружився з бравою жінкою» (Entremés del mancebo que casa con mujer brava). Він також адаптував театральні репрезентативні твори світової літератури, як для дорослих, так і для дітей та молоді.

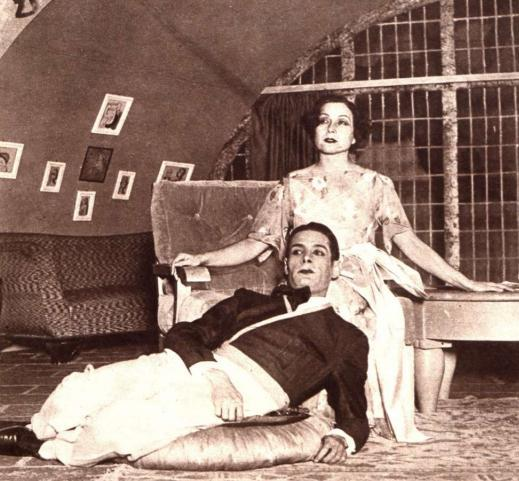
Прем'єра «La sirena varada» (Сирена на суходолі) 1934 року. Фото журналу «Crónica» (Мадрид)

1932 року Касона здобув Національну премію з літератури за збірку оповідань для молоді «Квітка легенд», проілюстровану Ріверо Гілом. Наступного року він був удостоєний Премії Лопе де Вега від Мадридської міської ради. З таким визнанням він нарешті зумів поставити одне із своїх головних творінь: «La sirena varada» (Русалка на суші).
Після приходу до влади в Іспанії диктатора Франсіско Франко 1939 року Алехандро Касона емігрував і до 1963 року жив у Мексиці й Аргентині.
В Аргентині Касона користувався великим успіхом. До Іспанії він повернувся 1962 року, що принесло йому сильне розчарування, оскільки на той час відомі театральні діячі і критики вважали його роботи застарілими і що його епоха закінчилась.
Помер 17 вересня 1965 року в Мадриді.

## Твори
- «Третє слово»
- «Дикун»
- «Русалка на суходолі» («Сирена на суходолі», «Сирена на суші», La sirena varada[d], Мадрид, 1934)
- «Дерева вмирають стоячи»
- «Повернення блудного онука»
- «Світанкова фея» («Дама світанку»)
- «Наречена світанкової зорі»
- «Кавалер золотих шпор» («Кабальєро з золотими шпорами»)
- «Три ідеальні подружжя[d]» (Las tres perfectas casadas, п'єса, Буенос-Айрес, 1941)
- «Весною самогубства заборонені» («Забороняється вкорочувати собі віку навесні»)
- «Якщо буде завтра»
- «Сім криків в океані» (фільм)
- «Квітка легенд» («Квіти легенд»)
- «Наша Наташа»
- «Човен без рибалки»
- «Корона кохання та смерті»
- «Будинок на сім балконів»